# 人類擇偶策略

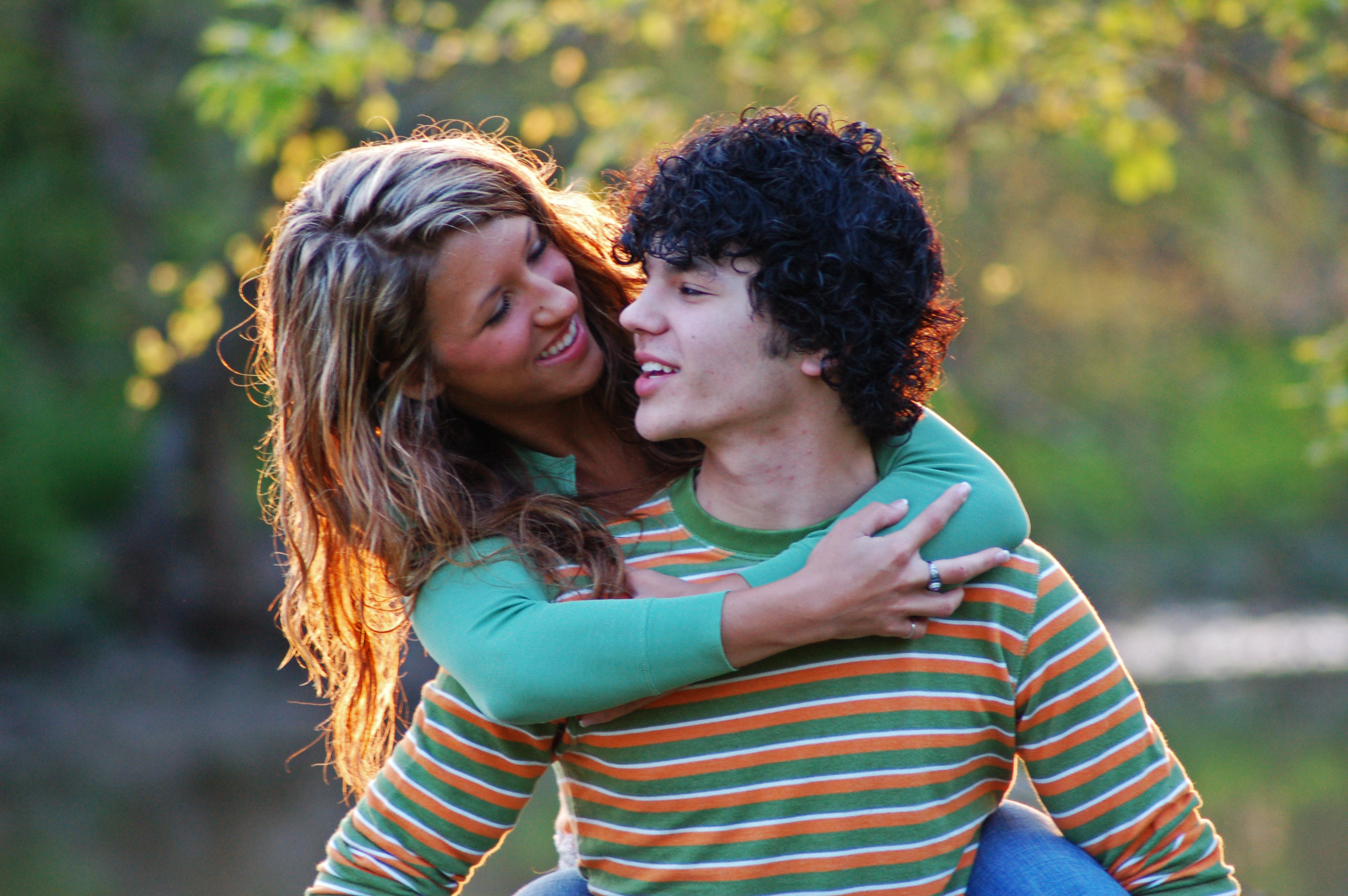
人類會寻找伴侣，並建立亲密关系

人類择偶策略（英語：Human mating strategies）是演化心理学和行为生态学中，人類吸引、選擇交配對象的一套行为模式。择偶策略基本上與繁殖策略重疊，繁殖策略涉及了更廣泛的行為，包括：繁殖的時間、後代的數量和質量、以及這些要素之間的權衡。
比起其他动物，人類择偶策略顯得十分特殊，必須更多考量文化與社會關係的变量，像是婚姻與家庭的組成等。在人类的生活與行為中，可以形成像是婚姻或友谊等长期的親密关系，而且還可以進一步產生性衝動。人類的择偶过程涉及社会和文化的因素，個人並會依照這些因素來评估對象的适宜性以及滿意程度，而在求偶過程中也同樣會形成人际关系。不過，還是可以找到人类和非人动物择偶行为的一些共同性。

## 理論背景
人類择偶策略的研究理論背景是性選擇理論，特別是羅伯特·泰弗士的親代投資概念。泰弗士對親代投資的定義為：「父母在後代個體中用以增加後代的生存機會（從而繁殖成功）所進行的任何投資，代價是父母投資其他後代的能力。」泰弗士也認為親代對男性和女性之間的投資差異促進了性選擇過程的差異，並導致了择偶選擇、競爭能力和求愛表現中性別差異的演變。人類女性通常會比男性投入更多的親代投資，包含妊娠9個月、分娩及哺乳期。雖然人類男性也對其後代投入巨資，但仍然低於女性。進化心理學家基於這類的背景認為人類择偶策略中有許多的性別差異。

## 策略行為

### 調情
為了表達性興趣與择偶，人們會進行調情。社會人類學家Kate Fox認為，調情有兩種主要方式：「為了娛樂而調情」與「為了調情而調情」。為了娛樂而調情者可以在朋友、同事或希望相互了解的陌生人之間進行調情。這種類型的調情並不打算建立浪漫關係，而是增加了兩個人之間的聯繫。為了調情而調情則在择偶選擇的過程中發揮作用，調情的人會向另一個人發出性可能信號（signals of sexual availability），並期望收到回應訊息以繼續調情。
調情可以涉及非語言標誌，例如：交換目光、用手觸摸、觸摸頭髮，或直接以口頭的聊天、討人喜歡的評論或交換電話號碼以便進一步聯繫等方式。

### 約會
人類會進行約會來評估彼此進入親密關係或作為择偶、伴侶的適合性。約會規則可能因不同文化而異，有些文化甚至可以使用直接求愛來取代約會過程。

### 相親
在許多文化的傳統中，約會或相親可以由第三方安排。這個第三方可以是家庭成員、熟人或專業媒人。一些文化中，婚姻也可以由夫妻的父母或外部組織安排，像是一些宗教擁有配婚制度。另外，隨著網際網路的發展，在網路上約會變得流行。

## 性別差異
不同性別的人類在其择偶策略上會有一些差異，主要包括性慾與性吸引力兩個因素，一些學者並進行了相關的研究以解釋這些差異及其影響择偶策略的方式。

### 性慾
演化心理學家認為，一個擁有對多名短期性伴侶慾望的人類男性先祖，如果也具有吸引多位短期性伴侶的能力，他們就會比那些沒有這類慾望的男性留下更多的後代。而相比之下，女性先祖繁殖成功的要件則不是通過與多名男性择偶，而是選擇最有能力並願意投入資源給予後代的男性。為了從潛在的男性對象中獲取資源、並與其他女性競爭，才逐漸演化並表現出更強的性慾。一項研究指出，當大學生在校園內被異性接觸並詢問他們是否想和他／她「上床睡覺」時，75％的男性表示同意，而0％的女性表示同意。也有證據表明，不同文化中的男性對隨意性行為的開放程度都較高、性伴侶數量較多，並且更願意在戀愛關係中更快地發生性行為。這些性別差異在不同的研究和文章中被證明是可靠的，不過這些性別差異的範圍和解釋則還存在一些爭議。
研究也經常指出男性比女性對偶然性行為有更強烈的渴望。男性並經常被描繪為想要許多女性性伴侶，以最大限度提高他們的生殖成功率。直到今天，這種短期择偶的進化機制依然是顯而易見的。而择偶保護行為（Mate-guarding behaviours）和性嫉妒則是演化歷史中的一個重點，多伴侶的性關係成為人類歷史中反復出現的適應性問題。從現代男性願意與有吸引力的陌生人發生性關係，以及在跨文化背景下仍然接近的婚外情盛行率、過去人類先祖採用一夫多妻择偶策略的證據都能佐證這樣的觀點。記者 Daniel Bergner 則認為，人類女性的性慾並不低於男性，而一夫一妻制是用以控制人類女性性行為的制度。
Flanagan與Cardwell認為，如果沒有自願的女性伴侶，男性也無法追求更多性伴侶。同時每當一個男人有一個新的性伴侶時，這個作為性伴侶的女人也等於同時有了一個新的性伴侶。因此他們認為，隨意性行為和多性伴侶也可能對女性有一些好處，像是：產生更多遺傳多樣化的後代、並增加成功將孩子養育到青春期或獨立的機會。

### 性吸引力
演化心理學家也認為男性通常會比女性更重視年輕和身體的吸引力，因為這些特徵與女性的择偶價值（Mate value）有很高的關聯性，並被認為是健康和生育能力的標誌。優先選擇健康與生育價值的女性進行择偶的男性，會比沒有進行類似選擇的男性更容易產生後代。由於男性的生殖價值並沒有像女性那樣明顯的隨著年齡增長而急劇下降，因此女性在择偶選擇中較不會表現出對年輕的偏好。學者認為，女性會更容易被性伴侶的野心和社會地位所吸引，因為這些特徵與男性獲取資源的能力有關。優先選擇能為其後代投入資源的男性择偶能夠確保其後代的生存，會留下比沒有進行類似選擇的女性有更多的後代。進化心理學家並在不同文化條件下進行了相應的測試，並證實男性確實比起女性更加傾向於選擇年輕及具身體吸引力的性伴侶，而女性也確實較男性傾向於選擇野心和社會地位較高的性伴侶。
不過文化因素對择偶偏好的性別差異方面的影響有一些爭議。不同文化中的择偶偏好差異也可能有些不同，例如：隨著女性獲得更多資源，伴侶偏好可能會發生變化。尋找具有資源的择偶不再是優先事項，與具有更多家庭與生活技能的伴侶择偶更為重要。由於婦女獲取資源的機會因文化而異，因此择偶偏好也會因文化而異。

## 個體差異
兩性之間擁有一個似乎普遍通用的择偶策略差異並不代表性別內的择偶策略就具有高度的一致性，在同樣性別的人類個體中，择偶策略仍可能有很大的差異。

### 社會性傾向
社會性傾向調查表（Sociosexual Orientation Inventory，SOI）能夠衡量一些關於择偶策略的個體差異，這是一份調查問卷，其中的調查項目包括過去性行為的項目、預期的未來性行為以及對隨意性行為的開放性。SOI得分越高稱為性無限制（sexually unrestricted）择偶策略，得分低則稱為性限制（sexually restricted）择偶策略。一些研究指出，SOI的分數與择偶偏好有關，性限制择偶策略的人更重視择偶的個人或養育品質（例如責任和忠誠）；而性限制較少的個人則更喜歡與身體吸引力和社會知名度等相關的品質。一些其他的研究指出，SOI得分與人格特質（即外向性、性愛傾向和低親和性）有關。

### 短期與長期择偶
演化心理學家指出，個體可以根據相關的環境或內部條件來調整择偶策略。在演化上的利益條件上，要解釋遠古男性與遠古女性的短期择偶策略相對簡單。然而女性在採用短期择偶策略時的演化利益則較為複雜。在人類學研究中，認為女性在處於緊張狀態的情況下，藉由短期择偶來尋求或換取男性的保護與庇護可能是女性採用短期择偶策略的原因。另外一個突出的假設指出，遠古女性也會選擇性地與那些能夠將遺傳利益傳給後代的男性進行短期择偶，如：健康、抗病或吸引力，這種狀況稱為性感兒子假說。這個假說認為女性在演化中也能夠藉由觀察一些外部的指標特徵（Indicator traits）來推斷出遺傳質量。被認為是候選择偶者的「優良基因」包括波動不對稱性（Fluctuating asymmetry，FA），指的是男性偏離完美雙邊對稱的隨機偏差；其他條件還有：陽剛的面部特徵、行為優勢和較低的聲調，這些因素與男性短期择偶成功呈正相關。女性在選擇短期择偶時，更喜歡所謂的良好基因指標，但選擇長期择偶時則沒有這種狀況。一個稱為排卵轉換假說（Ovulatory shift hypothesis）的相關研究指出，女性這種對良好基因指標的偏好傾向於在排卵之前的高峰生育期間增加。
女性尋求長期择偶伴侶則被認為是為了獲取支持後代生存的資源，像是住所或食物。

### 可塑性
對择偶策略中的條件性質進行之研究表明，包括長期和短期的择偶偏好都是具有可塑性的。在已知的遠古人類择偶線索中可以推敲，在歷史洪流中男性和女性似乎都會基於增強健康的原因來調整其择偶偏好與策略。這些原因可能包括了照顧年輕人的需要、動物與他人帶來的危險以及資源的可用性等。

## 環境影響因子
2005年，演化心理學家大衛施密特（David Schmitt）對48個國家進行了一項性態度和行為的調查，稱為國際性描述計畫（International Sexual Description Project，ISSR）；這項計畫並評估了幾個社會變量與SOI平均得分之間的關係，發現國家的操作性別比與雙親護理需求與該國的SOI分數有顯著的相關性。此外傳染病與流行病也會對择偶策略有一些影響。

### 操作性別比
其中一項能夠顯著預測國家平均SOI得分的變量是「操作性別比（Operational Sex Ratio，OSR）」，施密特對OSR的定義為：「在當地择偶匯聚體中，處於適婚年齡男性與女性的相對平衡比率」。在不同的OSR比率下，其中一種性別可能對於另一種性別而言是相對稀少的，而具有較多人數的性別之中可能會更強烈的競爭，以爭取到與稀缺性別择偶的機會，而競爭的一種可能方式即是通過顯示稀缺性別最期望的屬性。此外並可預期當社會中女性的數量與男性數量相對平衡時，女性的SOI分數會相對的比男性較多的社會還來的高；由於男性對隨意性行為的渴望較大，在男性較多的社會中，女性必須提高性限制择偶策略以篩選較為優良的择偶對象。這一預測並進一步得到了證實，研究顯示國家的OSR與SOI得分顯著的正相關。

### 雙親護理需求
施密特認為，影響SOI分數的另一個重要變量是雙親護理的需求。在需要父母雙方投入更多照顧才能確保後代生存的社會中，與沒有彼此承諾或婚姻關係的對象發生性關係會有更為高昂的成本。施密特發現，國家的嬰兒死亡率、兒童營養不良率以即嬰兒出生體重偏低率會與SOI顯著的負相關，也就是當一個國家環境中，嬰兒需要更多父母照護才能存活，該國國民的性限制會提高。

### 傳染病與流行病威脅
傳染病或流行病的威脅也是影響择偶策略的一個重要社會變量。由於物理吸引力常被認為是健康和能夠抵抗疾病的象徵，因此演化心理學家推測在流行病盛行率較高的社會中，人們會更重視物理吸引力。研究也證實，各國的患病率與吸引力的偏好有關。在患病率高的國家，女性表現出對男性面部氣質更大的偏好。研究人員並推論，與多人進行性接觸會增加疾病傳播的風險，從而提高了追求短期择偶策略的成本。而研究結果與此推論一致，較高的疾病流行率與SOI得分有顯著的負相關。而在一些研究的結果中發現，疾病的突顯性對吸引力偏好和SOI得分的影響有預測性的因果關係。

## 政治態度與立場
一些演化心理學家認為，择偶策略會影響政治態度與立場。不同的择偶策略可能會存在有一些直接的衝突，像是：具穩定性的長期择偶對象可能會受到短期性機會的影響。為了減少這種狀況，偏好長期择偶策略的人可能會推動一些有利於他們的公共政策與措施。像是為了避免外遇而制定反通姦法；或是禁止墮胎，使短期择偶策略的成本提高等。心理學家Jason Weeden在他的博士論文中對公共和大學生的數據庫進行了統計分析，結果指出與择偶策略有關的變量比「生命神聖性觀點（Sanctity of life）」有關的變量更能預測對墮胎的態度。
Weeden與其同事也認為，择偶策略的個體差異能夠影響人們對藥物合法化的態度。娛樂性用藥與濫交相關的情況可能成為性限制較高的族群反對藥物合法化的動機。一項研究的發現與此一致，結果顯示藥物合法化態度最強的預測因素是SOI得分。並且，就算在控制人格特質、政治取向和道德價值觀等因素的狀況下，SOI的影響依然強大。而在控制SOI分數及性相關的因子時，其他因子對藥物合法化態度相關的影響被嚴重的減弱或消除。這些發現在比利時、日本和荷蘭得到了證實。Weeden及其同事提出了類似的論點，並對宗教信仰進行了類似的研究，並發現宗教機構也可能有助於促進高生育率、性限制择偶和生殖策略。